# Roberto Malatesta
Roberto Malatesta, kallad Roberto il Magnifico, född 1440 i Fano, död 10 september 1482 i Rom, var en italiensk kondottiär. 

## Biografi
Roberto Malatesta var son till kondottiären Sigismondo Pandolfo (1417–1468) och dennes älskarinna Vannetta dei Toschi (1419–1475). Som kondottiär stred Roberto Malatesta med Federico da Montefeltro mot påve Pius II:s trupper i Marche åren 1461–1463. Malatesta och Pandolfo segrade i slaget vid Castelleone di Suasa. Efter att under en tid varit påvlig befälhavare stred Malatesta för Florens mot Girolamo Riario, påvens nepot. Malatesta försonade sig med påven och segrade i slaget vid Campomorto i närheten av Frosinone i augusti 1482 och befriade därmed Rom från Alfons II av Neapels trupper. Påföljande månad insjuknade Malatesta, enligt några källor förgiftad, och avled i Rom den 10 september 1482.